# 突厥 (種姓)
突厥，是印度穆斯林社群種姓，分布於北方邦、北阿坎德邦與尼泊爾南方，巴基斯坦。人口約2500000-3000000人。
他們聲稱來自中亞，被古爾王朝帶到印度，定居在喜馬拉雅山脈的山坡上防禦拉其普特人。有人聲稱他們是烏古斯人。
他們是小農和貿易商，村莊往往是單種姓。主要種植小麥，水稻，玉米，高粱和甘蔗。
他們是完全遜尼派穆斯林，偏好與同一種姓的近親结婚。